# Peștera Stanciului
Peștera Stanciului este o arie protejată de interes național ce corespunde categoriei a IV-a IUCN (rezervație naturală de tip speologic), situată în județul Argeș, pe teritoriul administrativ al comunei Dâmbovicioara.
Rezervația naturală (monument al naturii) cu o suprafață de 0,50 hectare, inclusă în Parcul Național Piatra Craiului, a fost declarată arie protejată prin Legea Nr.5 din 6 martie 2000 (privind aprobarea Planului de amenajare a teritoriului național - Secțiunea a III-a - zone protejate) și reprezintă o cavernă (peșteră, gol natural) săpată în abrupturile calcaroase din Munții Piatra Craiului. 